# Matthew Stevens (Gitarrist)

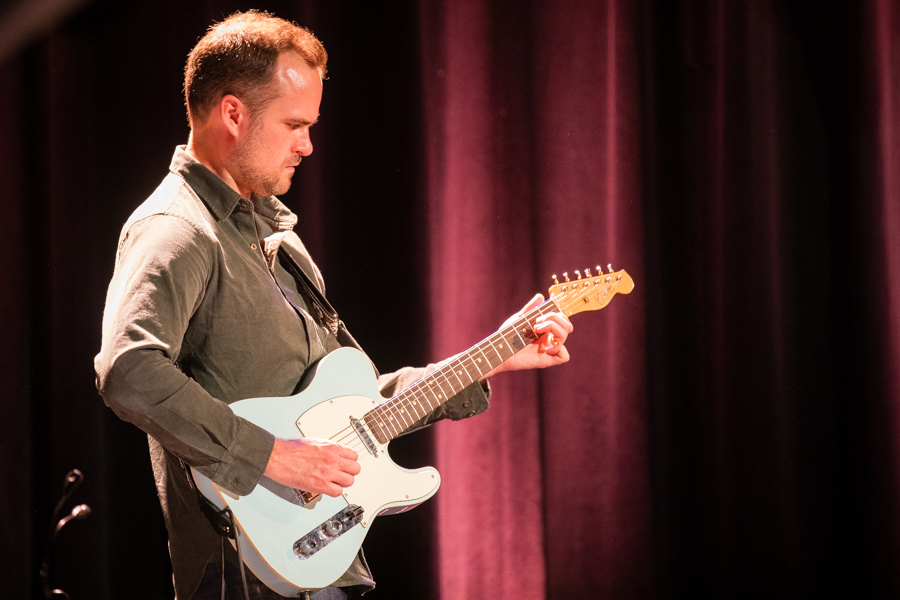
Matthew Stevens (2019)
Bild: Tore Sætre

Matthew Thomas Stevens (* 8. Januar 1982 in Toronto) ist ein kanadischer Jazzgitarrist.

## Leben und Wirken
Stevens wuchs in Toronto auf und studierte an der dortigen Etobicoke School of the Arts, um seine Studien anschließend am Berklee College of Music fortzusetzen. Dort hatte er Unterricht bei Joe Lovano, Pat Metheny, Mick Goodrick, Wayne Krantz, Dave Samuels, Hal Crook und Yakov Gubanov. Ab Ende der 2000er-Jahre arbeitete er in der New Yorker Jazzszene u. a. mit Christian Scott, mit dem 2009 erste Aufnahmen entstanden (Yesterday You Said Tomorrow), außerdem mit Jacky Terrasson (Push), Ben Williams, Chet Doxas (Dive, 2012), Jamire Williams (ERIMAJ: Conflict of a Man), Harvey Mason (Chameleon), Michael Oien (And Now, 2014), Esperanza Spalding (Emily's D+Evolution, 12 Little Spells (Grammy 2020)) 2015/16 mit Jamie Reynolds (Grey Mirror), 2019 mit Romain Collin (Tiny Lights) und 2021 mit Piotr Schmidt (Dark Forecast).
Im Mai 2014 nahm Stevens für Whirlwind Records sein Debütalbum Woodwork auf; in seiner Band spielten Gerald Clayton (Piano), Vicente Archer (Bass), Eric Doob (Schlagzeug) und Paula Stagnaro (Perkussion).  2017 folgte das Album  Preverbal (Crystal Math), das John Fordham im Guardian mit einer Kombination der Klangwelten von John Scofield und Bill Frisell als „subtile, clevere Fusion“ bewertete. Gemeinsam mit Walter Smith III, Joel Ross, Harish Raghavan und Marcus Gilmore veröffentlichte er 2018 das Album In Common, gefolgt von In Common 2 (2020) und Return to Casual (2023). 2022 erschien sein Soloalbum Pittsburgh, das auf Overdubs verzichtet. 2023 wurde das Album New Standards Vol. 1, an dem er beteiligt war, mit dem Grammy Award for Best Jazz Instrumental Album ausgezeichnet.
Im Bereich des Jazz war Stevens zwischen 2009 und 2019 an 17 Aufnahmesessions beteiligt.